# Европейски журнал за социална психология
Европейският журнал за социална психология е журнал, издаван от John Wiley & Sons (Джон Уайли и синове).
Публикува оригинални трудове по теми като социални когниции, нагласи, групови процеси, социално влияние, междугрупови отношения, индивид и идентичност, невербална комуникация и социалнопсихологически аспекти на афекта и емоцията, езика и разговора.

## История
Първоначално журналът е издаван от Mouton & Co. в Хага през 1971 г. От създаването му е спонсориран от Европейската асоциация за експериментална социална психология.